# 弓肢非拟溪蟹
弓肢非拟溪蟹（学名：Aparapotamon arcuatum）为溪蟹科非拟溪蟹属的动物。在中国大陆，分布于云南等地，多栖息于山溪旁较光裸的石下及沙洞中、有时隐藏在离岸约30米远的田地土块下或杂草丛中以及或树下石丛中。其生存的海拔范围为2400至2700米。